# 2002 en Allemagne
Chronologie de l’Allemagne
- 1998
- 1999
- 2000
- 2001
- 2002
- 2003
- 2004
- 2005
- 2006

Cet article traite des événements qui se sont produits durant l'année 2002 en Allemagne.

## Gouvernements
- Président : Johannes Rau
- Chancelier : Gerhard Schröder

## Événements

### Février
- 6–17 février : la Berlinale 2002, c'est-à-dire le 52e festival international du film de Berlin, se tient

### Avril
- 26 avril : la tuerie de Johann Gutenberg se produit au lycée Gutenberg à Erfurt où un élève exclu de l'école, Robert Steinhäuser, tue 12 professeurs, une secrétaire, deux élèves et un policier avant de se donner la mort

### Juin
- 30 juin : la Völkerstrafgesetzbuch, une loi faisant entrer dans le droit allemand les crimes de droit international public, entre en effet

### Juillet
- 1er juillet : l'accident aérien d'Überlingen se produit avec la collision du vol 2937 de Bashkirian Airlines et du vol 611 de DHL tuant les 71 personnes à bord des deux appareils

## Élections
- 21 avril : Élections législatives régionales en Saxe-Anhalt
- 22 septembre : Élections fédérales
- 22 septembre : Élections législatives régionales en Mecklembourg-Poméranie-Occidentale

## Naissances
- 17 juin : Lisa et Lena, influenceuses des réseaux sociaux

## Décès
- 1er février : Hildegard Knef (née en 1925), une actrice
- 11 mars : Marion von Dönhoff (née en 1909), une aristocrate et journaliste
- 17 juin : Fritz Walter (né en 1920), un footballeur
- 7 novembre : Rudolf Augstein (né en 1923), un journaliste